# Evrychou

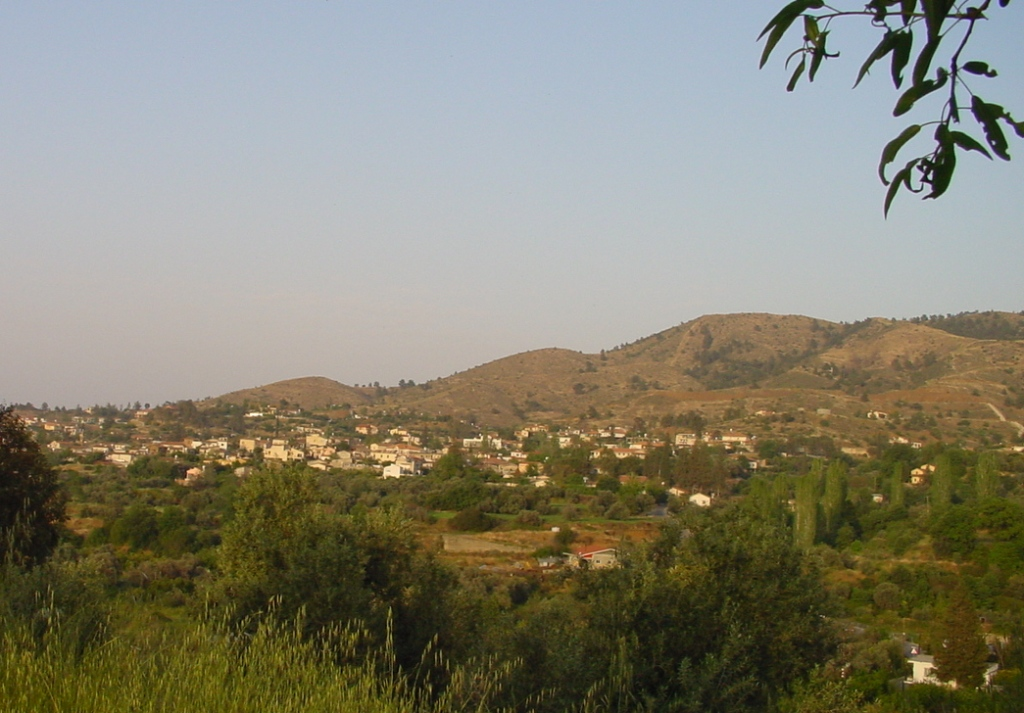
Evruchou visto desde alrededores

Evrychou (en griego: Ευρύχου) es una villa de Chipre. Se encuentra ubicada en el Distrito de Nicosia, en la región de Solea, a unos 50 km al NO de Nicosia y a 30 del monte de Troodos.
Está construido en su totalidad a lo largo del valle Karkoti, particularmente a lo largo del camino Nicosia - Troodos. Recientemente se han construido nuevos edificios en las laderas del valle. Sin embargo, el pueblo conserva gran parte de la arquitectura popular. Los techos de tejas a dos aguas, balcones de madera, cerraduras y cerrojos se combinan con la piedra de la zona con que se construyen las paredes de las casas que son elementos exuberantes de la arquitectura tradicional del pueblo.

## Aspectos Geográficos
Evrihou se localiza en la orilla oriental del río Karkoti, a una altitud media de 440 metros sobre le nivel del mar. Precisamente, debido a su ubicación y clima en general Mediterráneo, las condiciones de vida son muy buenas. No tiene el frío de Troodos ni el calor excesivo de Nicosia o la humedad del mar. Recibe una precipitación media anual de alrededor de 419 mm que permite en el área el cultivo de frutales (principalmente manzanas, peras, ciruelas y melocotones), de algunos cítricos, almendras, aceitunas, verduras (especialmente las papas), algunas legumbres, plantas de vid y cereales (principalmente cebada). Aunque toda la región de Solea es famosa por las frutas y verduras, sin embargo Evrihou es especialmente conocida por la calidad de sus manzanas.

A lo largo de las laderas del valle de Karkoti crece diversa vegetación natural, principalmente helianthemum, cornicabra y pinos.

## Historia
La etimología del nombre del pueblo tiene varias versiones. La versión más extendida es que era la villa de la zona más grande Evrys Chous que en griego antiguo significa lugar / área grande. Una segunda interpretación dice que, según la tradición, el nombre fue dado a la villa por los inmigrantes de otras regiones que encontraron al lugar cono fértil (Ev Chous). Otra versión dice que fue nombrado por ser la denominación de la primera comunidad de colonos llamada Evrychios. En los mapas antiguos de 1573 al pueblo se menciona por su nombre de Eariko.
En los viejos tiempos y antes de la independencia, tanto en los caminos y el cuadro general del pueblo no permitían distinguirlo como un pueblo desarrollado. Aparte de las rutas que conectan el pueblo con la ciudad y los pueblos vecinos, que estaban en mal estado, existían estrechos senderos que solo se podían sortear por ganado (caballos, burros o mulas). La iluminación en las calles faroles a petróleo era rudimentaria es escasa. Así que el suministro de agua del pueblo. Tomamos agua de pozos - pozos. La mayoría de la gente corría en las cercanías del agua y sólo en 1937 el pueblo se suministran con la instalación de agua potable en varios lugares "Fountana" tomaron agua.
Evrychou aumentó en importancia luego de la ocupación británica de Chipre debido a su creciente infraestructura. Así, en 1899 finalizó la construcción de la ruta que conducía al pueblo desde Nicosia. En 1905, se abre la estación de policía. Posteriormente se construye la terminal occidental del tren (Cyprus Government Railway) que lo conectaba con Morphou, Nicosia y Famagusta, con un recorrido total de la línea 115 km. El ferrocarril, aunque funcionó desde 1905, llega a la ciudad en junio de 1915. En 1932 es cerrado el tramo entre Evrihou y Kalochorio (Lefkas).
Con la creación de la Junta de Mejoramiento en el año 1964 como una institución de gobierno local, comenzó un desarrollo gradual de la aldea. Los senderos se convirtieron en caminos. Los faroles fueron reemplazados por iluminación eléctrica, primero en las calles y más tarde en todos los hogares. El suministro de agua se llevó a todas las casas. La instalación de teléfonos y otros medios de telecomunicaciones es casi universal. El carácter del pueblo ha cambiado radicalmente y que con razón se puede hablar de un pueblo desarrollado.

## Población
La población de Evrihou tuvo un aumento constante desde 1881 (a partir que hay registros oficiales) hasta 1946. En 1881 fue la localidad más poblada de Solea y la novena en todo el distrito de Nicosia, con 588 residentes. En 1891 los habitantes aumentaron a 615, en 1901 a 634, en 1911 para 703, en 1921 a 895, en 1931 a 950, en 1946 a 993. En los dos censos posteriores, se contó una disminución de la población: 950 habitantes en 1960 y 892 habitantes en 1973 . 
Después de la invasión turca de 1974, Evrihou aceptó provisionalmente un gran número de refugiados grecochipriotas, principalmente de la llanura de Morphou. Así que, en 1976, la población se incrementó en 1.340 habitantes. En el censo de 1982 tenía 977 habitantes siendo el segundo pueblo más poblado de Solea, después Kakopetria. 
En el censo de 2001 Evrihou numeraba 819 habitantes. El crecimiento de la población de la aldea se debe principalmente a su tierra rica y fértil. Además, la mina de Skouriotissas, a poca distancia al norte de la aldea, ayudó al empleo de población. 
En 2021 la localidad pasó a tener 859.

## Servicios
El Evrihou, situada casi en el centro del valle Karkoti, es el centro agrícola de Solia con muchos servicios que sirven a toda la región.
Tiene una escuela primaria, una secundaria y una superior. Asimismo, cuenta con una estación de bomberos, un centro de salud, una estación de policía, un departamento de fauna y una rama de la Ofician del Distrito de Agricultura de Nicosia. 
La localidad es, desde la invasión turca de 1974, la sede temporal del Obispo Metropolitano de Morphou. La Diócecis de Morphou se trasladó a Evrihou y aloja a la Antigua Escuela Primaria, renovada, a la que se le ha añadido nuevos apartamentos. Desde un operativo de catastro regional muy viejo y judicial que funcione ahora. Aquí está la Oficina Regional de Bienestar del distrito de Nicosia
El Bureau de Bienestar tiene una oficina allí al igual que la Jefatura Departamental de Policía de Morphou.
Evrihou está comunicado por carretera al noroeste con Kato Flasou (unos 3 km.), Al sudoeste por TEMVRIA (unos 2 km), y al oeste por el Korakou (unos 2 km.). los Lefkosia - Troodos conecta el pueblo con la capital y las estaciones de montaña de Troodos.

## Iglesias
Las dos iglesias Evrychou, la de Iglesia de Agios Giorgios (Evrychou) y la de Santa Marina son del último siglo. A estas se les suma la iglesia de San Karas. Alrededor de un km al norte del pueblo, se encuentra la iglesia dedicada a San Kyriakos, considerado de estilo medieval.